# Sasunaga olivata
Sasunaga olivata är en fjärilsart som beskrevs av W. Warren 1913. Sasunaga olivata ingår i släktet Sasunaga och familjen nattflyn. Inga underarter finns listade.